# Saw Sa
Saw Sa (en birman : စောဆ, à prononcer [sɔ́ sʰa̰]), également connue sous les noms de Saw Hsa, Ma Saw Sa, Daw Saw Sa, née le 1er août 1884, morte le 28 février 1962, était médecin, sage-femme, administratrice d'hôpital, missionnaire chrétienne, suffragiste, sénatrice et fonctionnaire birmane. 
La docteure Saw Sa a été la première femme birmane à obtenir un diplôme de haut niveau en médecine, et la première femme à siéger à la chambre haute du parlement colonial. Elle était membre de l'ordre de l'Empire britannique.

## Biographie

### Jeunesse
Saw Sa était la fille de parents chrétiens birmans. Son père Po Saw était un fonctionnaire du gouvernement (wundauk) de Prome. Elle a été la première femme à obtenir son diplôme du Judson College, géré par les baptistes, à Rangoun, en Birmanie britannique. Elle a reçu une bourse missionnaire pour aller étudier à la faculté de médecine de Calcutta, où elle est devenue la première femme birmane à obtenir une licence médicale, en 1911. Elle a poursuivi sa formation en santé publique au Collège royal des médecins et chirurgiens de Dublin, en Irlande, où elle a été la première étudiante birmane à obtenir une bourse.

### Carrière médicale et activités de mission
Saw Sa aurait été la seule femme médecin de Birmanie à son retour à Rangoun en 1913. De 1914 à 1921, elle était surintendante de la maternité Lady Dufferin à Rangoun. Sa sœur et ses cousins faisaient partie des infirmières de l'hôpital. Elle a publié un manuel, Midwifery (1921). Après 1921, elle avait un cabinet médical privé à Rangoun, et dirigeait un hôpital de charité. Pendant la Seconde Guerre mondiale, elle a soigné les victimes de la guerre.
En 1921, Saw Sa voyagea aux États-Unis. Elle a assisté au rassemblement de la Woman's American Baptist Foreign Missionary Society à Des Moines, dans l'Iowa, représentant le travail de l'organisation en Inde et en Birmanie,. Les congressistes lui ont donné une « avalanche de livres » d'environ 800 volumes en anglais et des abonnements à des magazines à rapporter aux élèves de l'école de la mission à Rangoun. Elle a siégé au Conseil missionnaire international lors de sa réunion à Lake Mohonk, à New York. Elle a poursuivi ses études en médecine à l'université Johns-Hopkins,. Elle aurait été la première femme birmane à faire un tour du monde.

### Politique
Saw Sa a siégé au comité exécutif de la All-Burma Baptist Woman's Missionary Society, dès la formation de ce comité en 1926. En 1927, elle a siégé au comité local de Birmanie du septième congrès de l'Association d'Extrême-Orient de médecine tropicale. En 1934, elle a parlé en faveur du suffrage des femmes mariées en Birmanie, au Women's Freedom League Club à Londres, pendant qu'elle était déléguée aux réunions sur la séparation administrative de la Birmanie de l'Inde sous la domination coloniale britannique,. « Nous revendiquons le droit de vote pour les épouses de tous les hommes qui votent sur d'autres qualifications », a-t-elle déclaré, ajoutant « Sur le principe de l'égalité de statut avec les hommes, nous ne sommes pas du tout favorables à ce que des sièges soient réservés aux femmes ». En 1937, Saw Sa fut élue à la chambre haute du Sénat birman, elle était la première femme membre de cette assemblée parlementaire,.
La docteure Saw Sa reçoit la distinction de membre de l'ordre de l'Empire britannique le 3 juin 1935.
Saw Sa meurt le 28 février 1962 ; elle avait 77 ans.